# Сафронов, Евгений Анатольевич
Евгений Анатольевич Сафронов (род. 1 октября 1961, Львов) — российский журналист, эксперт в области культуры и развлечений, преподаватель, главный редактор информационного агентства InterMedia.

## Биография
Евгений Сафронов родился 1 октября 1961 года во Львове. Отец — народный артист Украины Анатолий Сафронов, мать — преподаватель музыкальной школы (ф-но) Агнесса Сафронова, дядя — художник-мультипликатор «Союзмультфильма» Олег Сафронов. Окончил Киевский Государственный институт культуры по специальности «дирижёр академического хора».
С 1979 по 1986 год — организатор дискотек, музыкально-просветительских и танцевальных вечеров в клубах, средних и высших учебных заведениях.
С 1984 по 2006 год — консультант, редактор, аналитик в системе Министерства культуры СССР, впоследствии — Министерства культуры РФ (ВГКО «Союзконцерт», концертная компания «Содружество» и т. д.).
С 1988 по 1993 год — основатель и главный редактор журнала «Турне».
С 1993 года — генеральный директор и главный редактор информационного агентства InterMedia,
С 2006 по 2008 — главный редактор медиахолдинга 1Rock (журнал, интернет-сайт и телеканал).
С 2011 года — член Совета по интеллектуальной собственности ТПП РФ.
С 2015 года — член правления Ассоциации организаторов зрелищно-развлекательных мероприятий «Союзконцерт».
С 2016 года — академик Академии российской музыки

## Экспертная и преподавательская деятельность
- С 1979 года — журналист, обозреватель сферы культуры, автор более двухсот аналитических публикаций по творческим, организационным и экономическим вопросам сферы культуры, («Известия», «Российская газета», «Аргументы и факты», Forbes, «Культура» и др.)
- С 1984 года — участник, впоследствии руководитель рабочих групп по исследованиям сферы культуры и подготовке законодательных актов при Министерстве культуры Российской Федерации, РАО, ВОИС, РСП, НФПП, Фонда Кино, IFPI, международных организаций. Постоянный спикер национальных и международных конференций и образовательных программ (MIDEM, PopKomm. Международный культурный форум, Colisium и др.)
- С 1990 по 1993 год — основатель и главный редактор справочника «Импресарио».
- С 1994 по 2013 год — главный редактор «Российского музыкального ежегодника».
- С 1998 по 2009 г. — основатель и председатель оргкомитета музыкальной премии «Рекордъ».
- С 1998 по 2003 г. — руководитель пресс-центра Московского международного фестиваля рекламы.
- С 1998 года — по н.в. — руководитель делегации российской прессы на Международном фестивале искусств «Славянский базар в Витебске».
- 2003 — Руководитель пресс-центра Всемирного конгресса по изменению климата.
- С 2003 года — преподаватель кафедры «Продюсирование и менеджмент в шоу-бизнесе» Российского Государственного университета управления.
- С 2003 года — вице-президент Национальной Ассамблеи организаторов развлечений (НАОР).
- С 2013 года — преподаватель менеджмента в музыкальном бизнесе и индустрии развлечений в бизнес-школе RMA.
- 2010 — руководитель рабочей группы по проведению комплексного исследования филармонической деятельности в Российской Федерации (заказчик — Министерство культуры РФ).
- 2016—2018 — руководитель рабочей группы по проведению ежегодного исследования «Российская киноиндустрия» (заказчик — Фонд кино).
- с 2016 — руководитель рабочей группы по проведению ежегодного исследования «Культура и культурные индустрии в РФ».